# Савин (мученик)
Святі Савин († 305, Ніл, Єгипет) — ранньо-християнський святий з Єгипту, за християнські переконання був втоплений в ріці Ніл.
У єгипетському місті Єрмополі жив славний муж Савин. Коли імператор Діоклетіан почав переслідувати християн, Савин покинув усе і з декількома християнами переховувався від поган у селі в нужденній хатині, дні й ночі проводячи у молитві й пості. Але один жебрак, якому Савин дав милостиню, зрадив свого доброчинця і вказав поганам за два золоті місце його перебування.
Ув'язнивши Савина, погани мучили його різними способами, а потім втопили в ріці Ніл 305 року. Разом із Савином прославив Христа мученицькою смертю і його побратим Папа.
- Пам'ять — 29 березня.

## Джерело
- Рубрика Покуття. Календар і життя святих.[недоступне посилання з липня 2019] (дозвіл отримано 9.01.2008)